# ČD-Baureihe 841
Die Fahrzeuge der ČD-Baureihe 841 sind niederflurige Dieseltriebwagen des tschechischen Eisenbahnverkehrsunternehmens České dráhy (ČD), die seit 2012 im Regionalverkehr des Kraj Vysočina (Region Vysočina) zum Einsatz kommen. Sie entsprechen wie die ähnliche Baureihe 840 dem in Deutschland weit verbreiteten und bewährten Typ Stadler Regio-Shuttle RS1. Seit Januar 2013 vermarkten die ČD die Züge als RegioSpider.

## Geschichte
Stadler Rail gewann eine Ausschreibung der ČD über die Lieferung von 17 Fahrzeugen für den Betrieb in der Region Vysočina und unterzeichnete den Vertrag im April 2010. Der vereinbarte Preis betrug 898 Mio. Kronen, wovon die Europäische Union 200 Mio. Kronen übernahm. Vorgesehen waren folgende Einsatzstrecken:
- Havlíčkův Brod–Křižanov
- Havlíčkův Brod–Jihlava–Počátky-Žirovnice
- Havlíčkův Brod–Švětlá nad Sázavou
- Jihlava–Okříšky–Třebíč

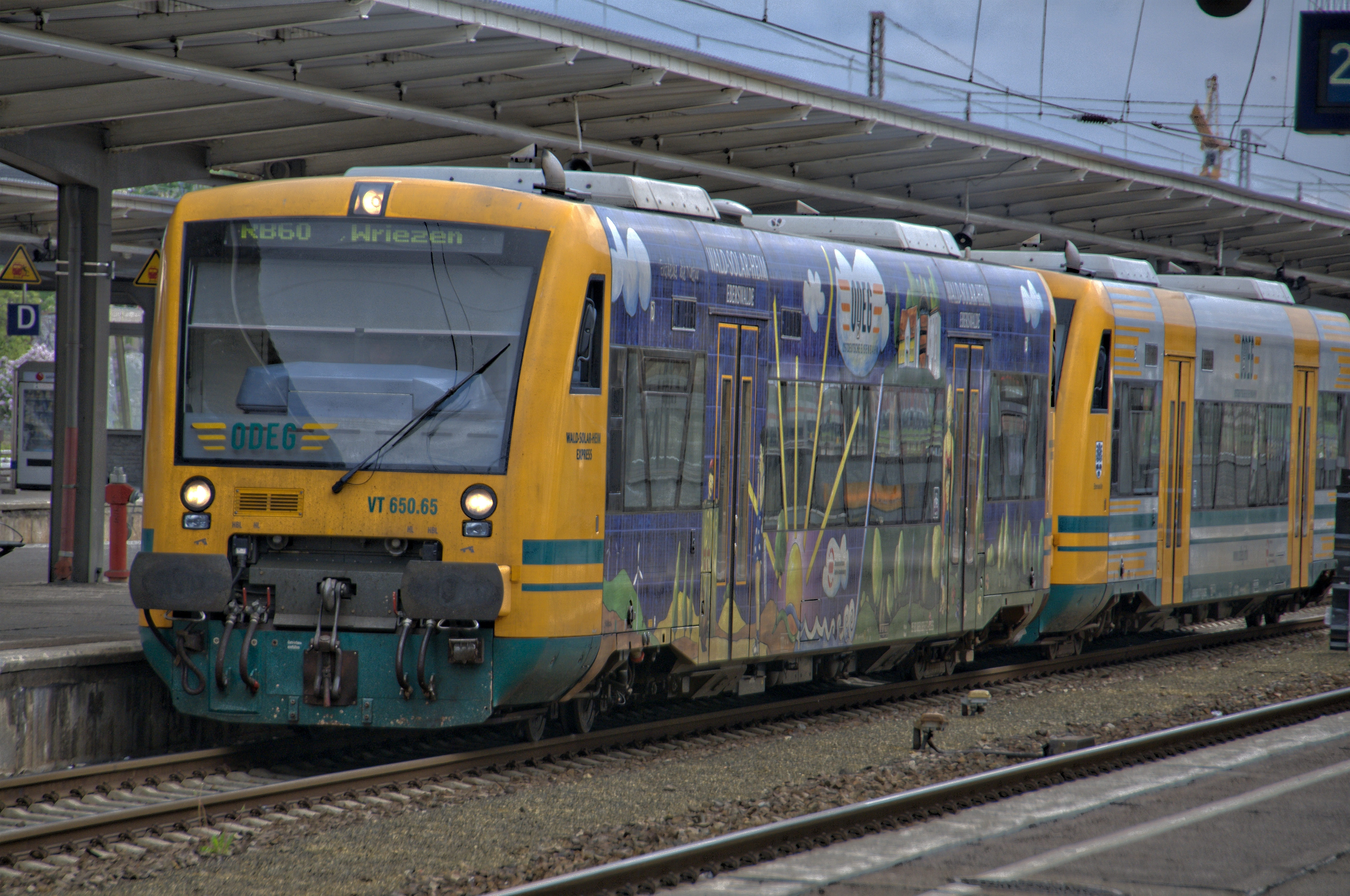
ODEG VT 650.65 (hier 2013 in Berlin) gehört seit Mai 2015 zum Bestand der ČD

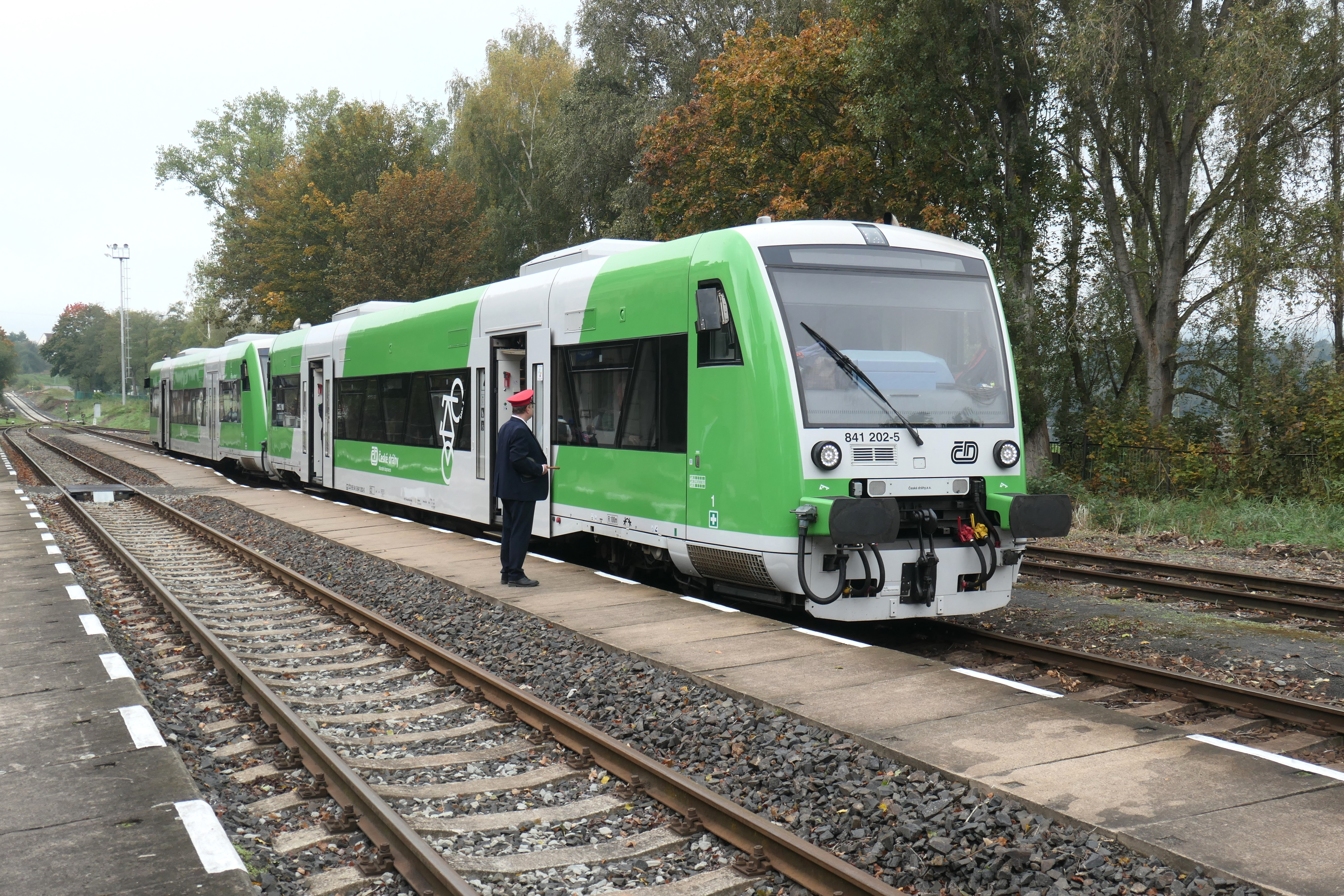
ČD-Baureihe 841.2 auf der U11 der Bahnstrecke Řetenice–Liberec 2024 in Úštěk

Das erste Fahrzeug der Baureihe 841 mit der Fahrzeugregisternummer CZ-CD 95 54 5841 001-1 traf im Oktober 2011 in der Tschechischen Republik ein. Am 28. Oktober 2011 erfolgte die Vorstellung für die Öffentlichkeit in Jihlava, verbunden mit einigen Sonderfahrten. Die übrigen Triebwagen wurden im Jahr 2012 ausgeliefert.
Im Frühjahr 2015 mietete die ČD die Triebwagen VT 650 65, 72, 73 und 74 der Ostdeutschen Eisenbahn (ODEG) an. Seit Mai 2015 werden die vier Fahrzeuge auf den Strecken Častolovice–Rychnov nad Kněžnou, Týniště nad Orlicí–Doudleby nad Orlicí und Týniště nad Orlicí–Náchod planmäßig eingesetzt. Von den ČD werden sie als 641 065, 72, 73 und 74 geführt.
Ende des Jahres 2020 gab die SWEG Südwestdeutsche Landesverkehrs-AG (SWEG) den Verkauf von 22 ihrer 24 Regioshuttle aus dem Zollern-Alb-Netz um Hechingen über den Händler HEROS (Helvetic Rolling Stock GmbH) aus Rheinfelden an die ČD bekannt. Die beiden verbleibenden Fahrzeuge werden durch HEROS selbst vermietet. 22 Fahrzeuge sind Baujahr 1997, im Jahr 2005 wurden zwei weitere Fahrzeuge nachgeliefert. Bereits bis Jahresende 2020 sollen 13 Triebwagen in die Tschechische Republik überführt werden. Sie sollen nach ihrer Modernisierung und „Bohemisierung“ die überalterten Triebwagen der Reihe 810 auf weiteren nichtelektrifizierten Nebenstrecken ersetzen.
Ende 2022 wurden weitere elf Triebwagen beschafft. Ab April 2023 sind nach der Modernisierung bei ŽOS Zvolen die ersten Fahrzeuge wieder im Einsatz. Sie sind in den grünen Farben der Region Ústí nad Labem lackiert und werden bevorzugt für die R11 zwischen Česká Lípa und Postoloprty, aber auch um Pardubice und Pilsen verwendet.

## Konstruktive Merkmale
Die Variante des Stadler Regio-Shuttle der ČD-Baureihe 841 ist mit Motoren von IVECO und hydromechanischen Getrieben von Voith des Typs DIWA D 864.3E mit eingebautem Retarder ausgestattet. Neben letzterem verfügen die Fahrzeuge über elektropneumatische Scheibenbremsen, einer Federspeicherfeststellbremse und in einem Drehgestell eine Magnetschienenbremse.
Die Triebzüge haben eine Längssteifigkeit von 1500 kN. Sie können Neigungswechsel mit einer Gradientenausrundung ab 500 m befahren.